# Helsingin yliopisto (métro d'Helsinki)
Helsingin yliopisto (en finnois : Helsingin yliopisto et en suédois : Helsingfors universitet), anciennement dénommée Kaisaniemi, est une station de passage de la section commune aux ligne M1 et M2 du métro d'Helsinki. Elle est située au n°12 Vuorikatu, en limite des quartiers Kluuvi et Kruununhaka, à Helsinki en Finlande. Elle dessert notamment le campus du centre-ville de l'Université d'Helsinki.
Mise en service en 1984, elle est, depuis 2017, desservie alternativement par les rames des lignes M1 et M2.

## Situation sur le réseau

Plan du métro.

Établie en souterrain, la station Helsingin yliopisto est une station de passage de la section commune aux ligne M1 et M2 du métro d'Helsinki. Elle est située entre la station Rautatientori, , en direction du terminus ouest M2 Tapiola ou en direction du  terminus ouest M1 Matinkylä, et la station Hakaniemi, en direction, de Mellunmäki terminus de la branche nord M2, et Vuosaari terminus de la branche est M1.
Elle dispose d'un quai central encadré par les deux voies de la ligne.

## Histoire
La station, alors dénommée Kaisaniemi, est mise en service le 1er mars 1995 par l'Établissement des transports de la ville d'Helsinki (HKL), c'est une nouvelle station ajoutée à la ligne déjà en service depuis 1982. Elle est alors la seule station du réseau sans nom suédois propre: son nom est simplement transcrit Kajsaniemi (plutôt que traduit).
En janvier 2015, elle est renommée Helsingin yliopisto en l'honneur de l'université de la ville fondée il y a 375 ans.

## Service des voyageurs

### Accueil
Située au n°12 de la Vuorikatu, elle dispose de six accès, dont un situé dans l'université, qui permettent de rejoindre le niveau -1 et par des cheminement souterrains le hall de la billetterie. Des escaliers mécaniques et des ascenseurs, pour l'accessibilité des personnes à la mobilité réduite, permettent les liaisons entre les différents niveaux et l'accès au niveau -2 du quai central de la station.

Installations
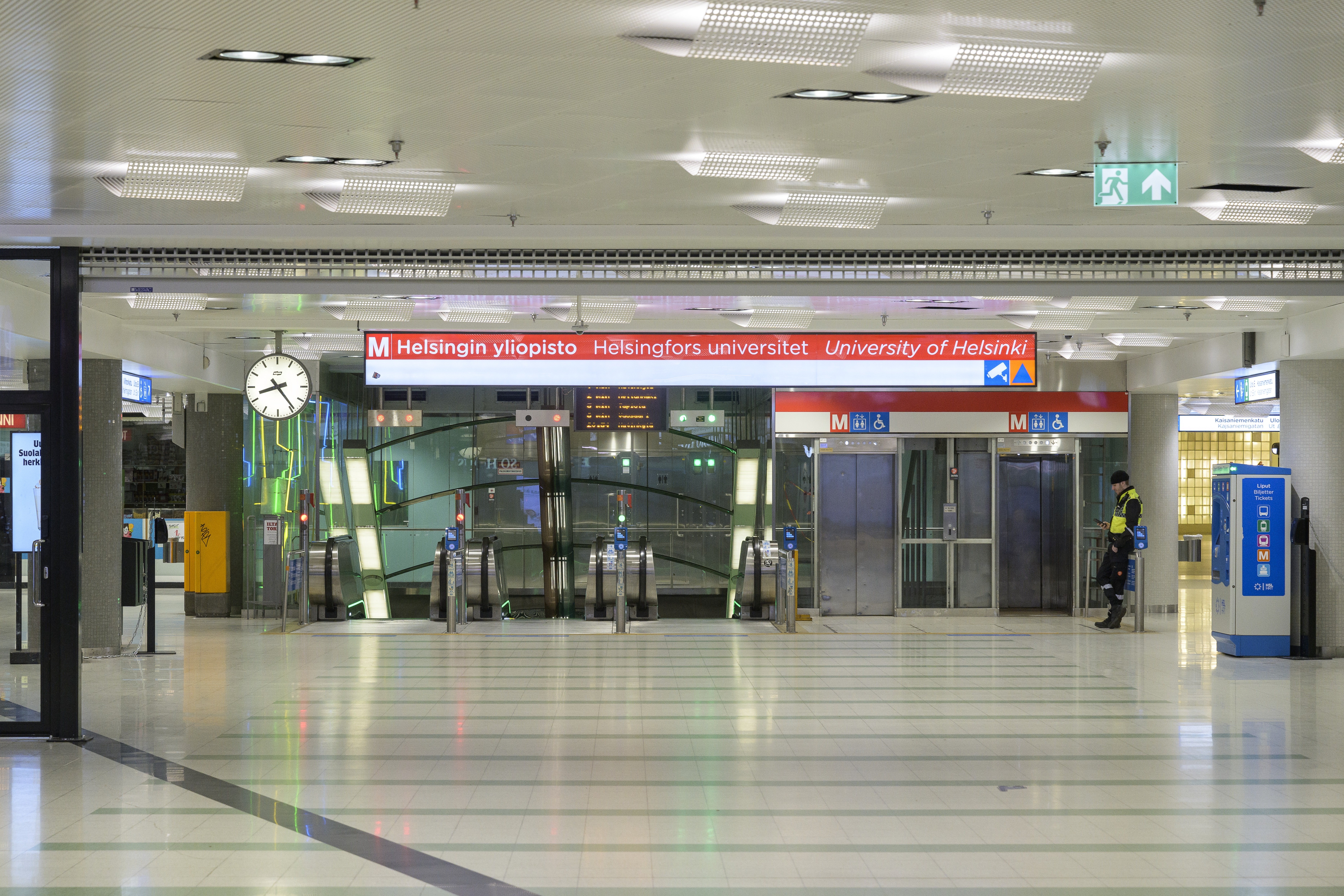
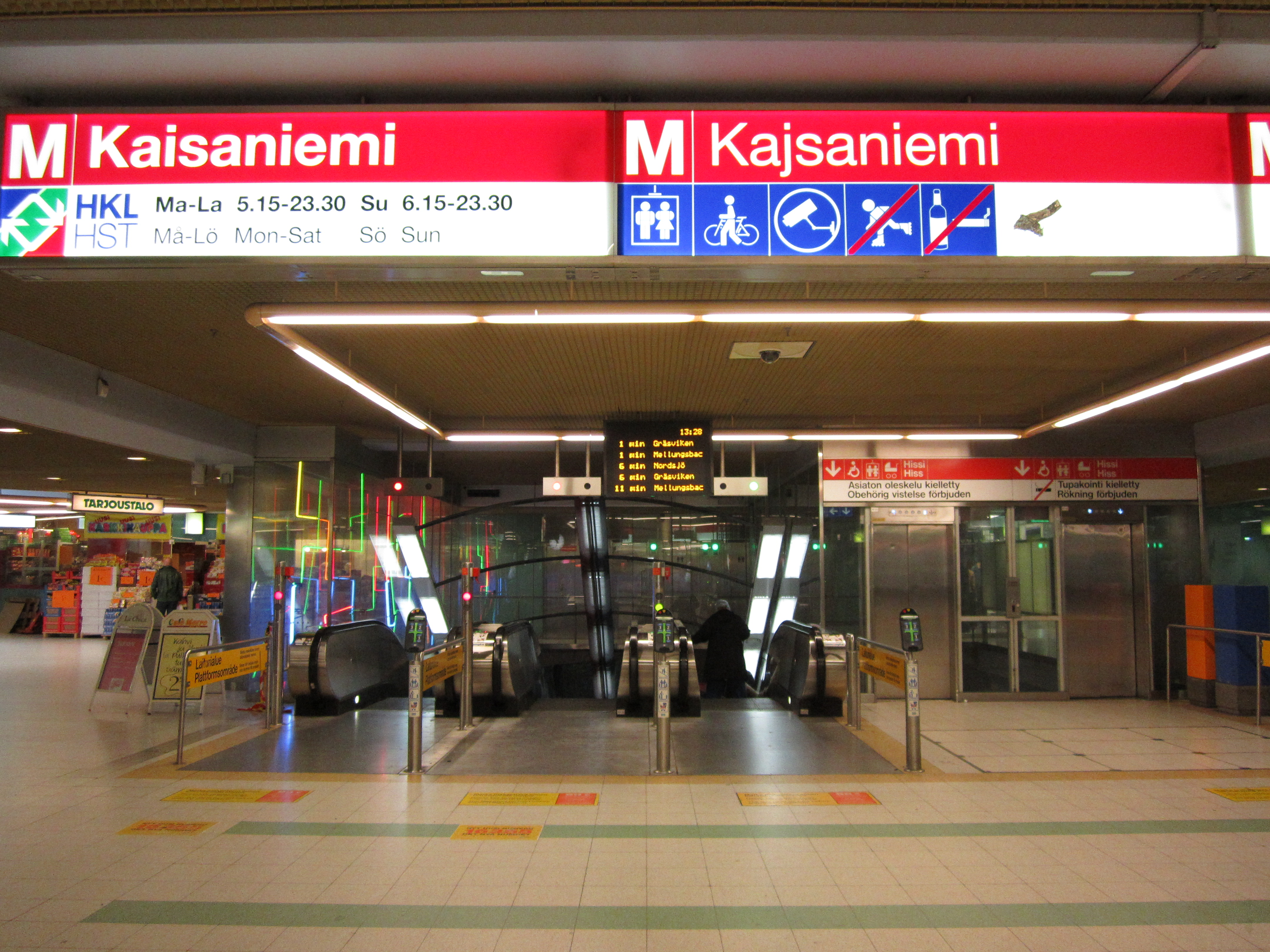
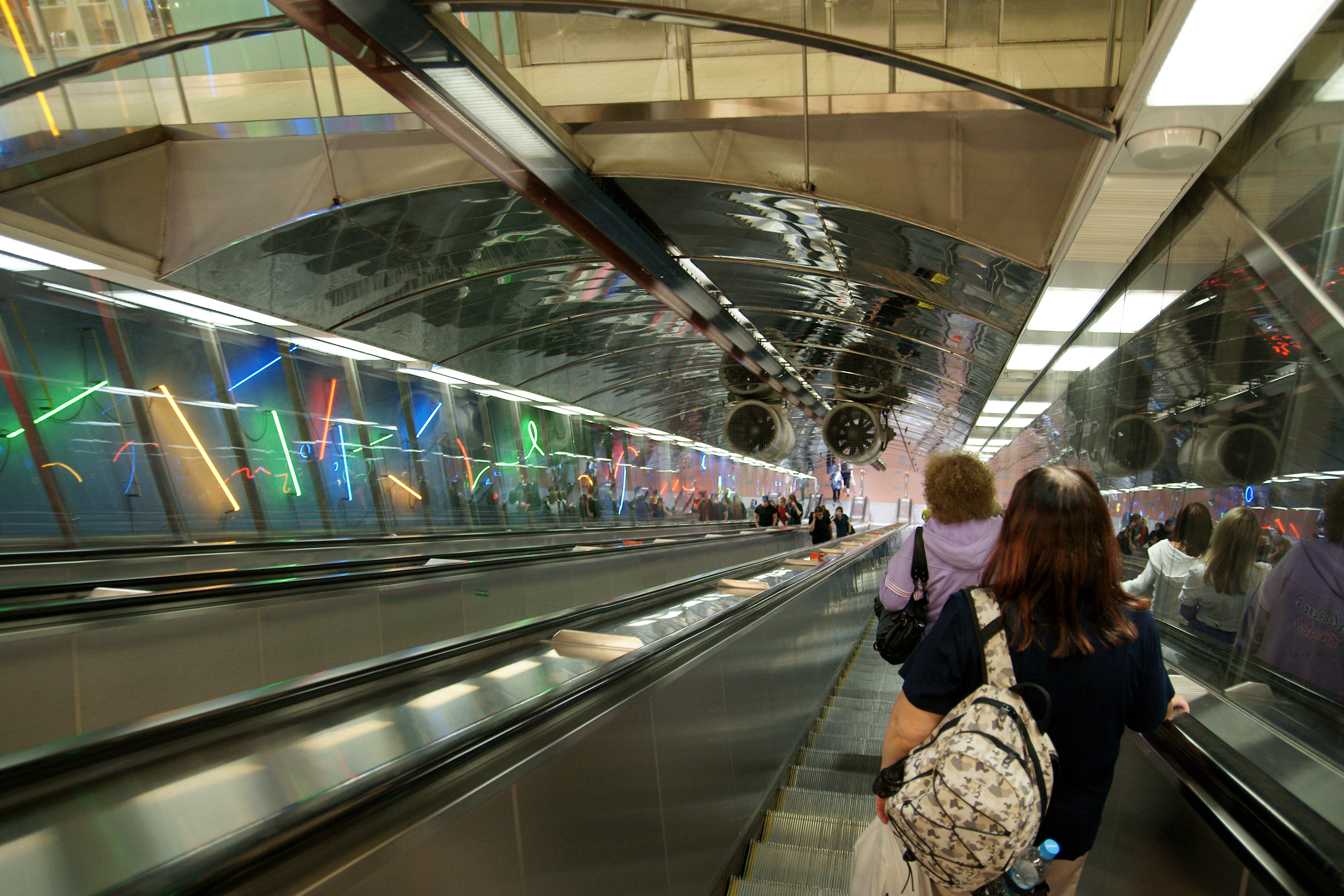

### Desserte
Helsingin yliopisto est desservie alternativement par les rames de la ligne M1 et de la ligne M2.

Installations et desserte
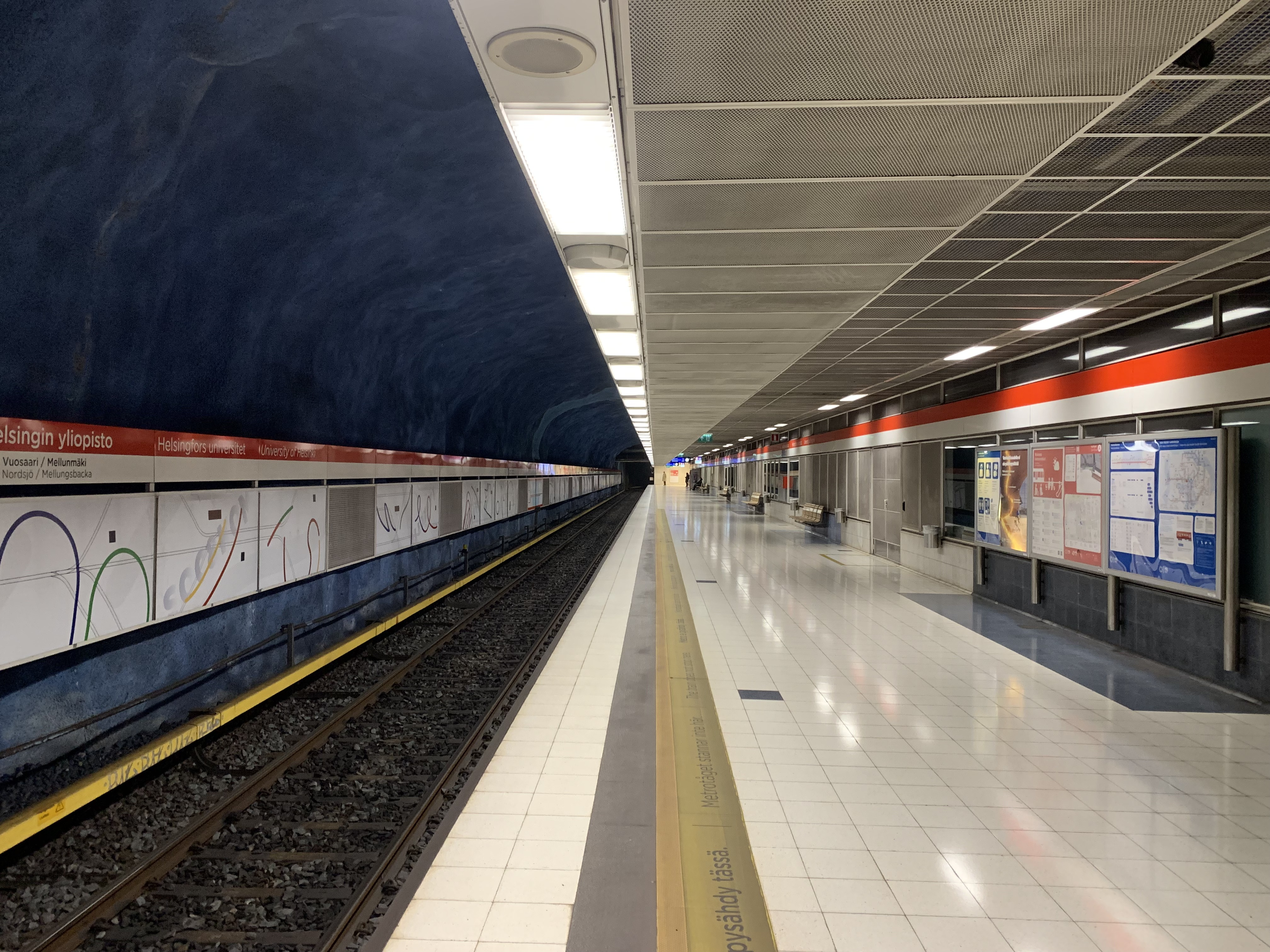
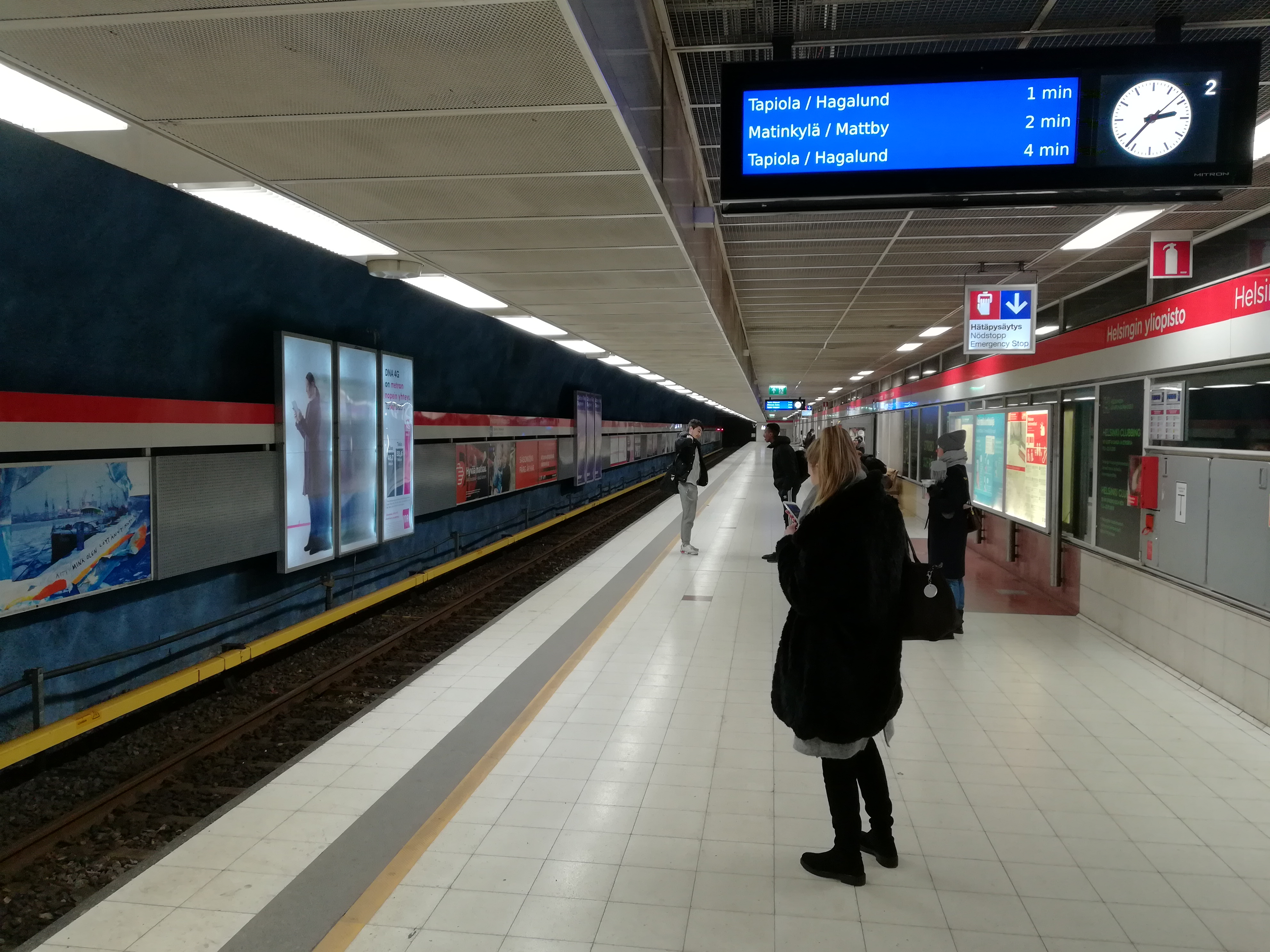
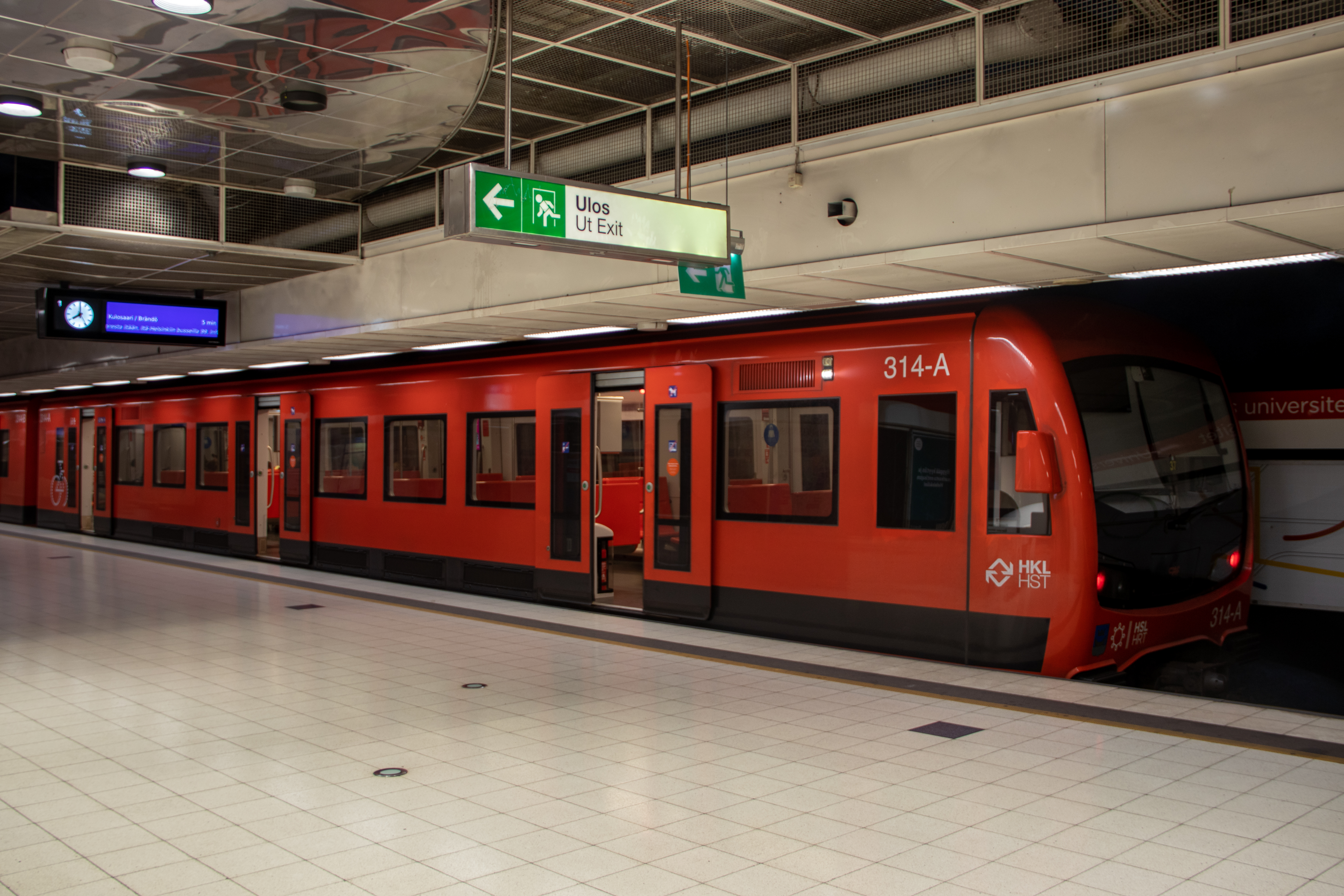

### Intermodalité
Elle est en correspondance avec les lignes 3, 6 et 9 du tramway d'Helsinki. Deux stations de vélos sont disponibles à proximité.

## À proximité
- Université d'Helsinki
- Campus du centre-ville d'Helsinki
- Parc de Kaisaniemi